# جورج سيلدس
جورج سيلدس (بالإنجليزية: George Seldes)‏ هو كاتب وصحفي أمريكي، ولد في 16 نوفمبر 1890 في نيوجيرسي في الولايات المتحدة، وتوفي في 2 يوليو 1995 في وندسور في الولايات المتحدة.

## وصلات خارجية
- جورج سيلدس على موقع IMDb (الإنجليزية)
- جورج سيلدس على موقع الموسوعة البريطانية (الإنجليزية)
- جورج سيلدس على موقع قاعدة بيانات الفيلم (الإنجليزية)